# Caso del informe sobre el ácido bórico
El caso del informe sobre el ácido bórico se refiere a un informe de la Comisaría General de Policía Científica en el marco de la instrucción del juicio por los atentados del 11-M, en España, sobre el hallazgo de ácido bórico en un domicilio de Hassan El Haski, que fue finalmente condenado por su implicación en los atentados. La supresión en el informe pericial inicial de la mención a un hallazgo similar anterior en el domicilio de un miembro de ETA fue interpretada por algún medio como un intento de ocultar conexiones entre los atentados islamistas y la banda terrorista vasca. Otros medios lo han utilizado como justificante de la ocultación y manipulación de pruebas en el 11-M. Las supuestas conexiones con ETA nunca fueron probadas ni llevadas ante la justicia (véase Teorías de la Conspiración).

## Los hechos
El 21 de septiembre de 2006, el diario El Mundo y el espacio radiofónico del locutor Federico Jiménez Losantos en la cadena radiofónica COPE, denunciaron lo que a su juicio era un posible delito de falsedad documental y encubrimiento.
El supuesto delito, cuya existencia denunciaban, consistía en la manipulación por parte de un funcionario de policía de un informe pericial que relacionaba a ETA con los integristas islámicos acusados de implicación en los atentados del 11-M. El periódico revelaba la existencia de un informe pericial realizado el 21 de marzo de 2005 por los peritos Manuel Escribano, Isabel López y Pedro Manrique, en el que estos respondían al requerimiento de análisis de una sustancia encontrada en el domicilio de Hassan El Haski, implicado en los atentados del 11-M. Además de responder a la pregunta, indicando que la sustancia era ácido bórico, los peritos incluían un apartado denominado "Observaciones" en el que listaban dos informes periciales anteriores en los que se había identificado ácido bórico: los relativos a sustancias halladas el 6 de noviembre del 2001 en un piso de ETA en Salamanca y el 27 de octubre de 1999 en el piso de un militante antisistema en Madrid, afirmando que ambos estaban relacionados con terrorismo. Finalmente, afirmaban que, aunque desconocían la "verdadera aplicación del ácido bórico" en relación con ambos casos, especulaban sobre posibles usos terroristas de esta sustancia citando a modo de ejemplo que quizás podría servir "como conservante de los explosivos de tipo orgánico, para enmascarar el explosivo para no ser detectado por los perros especialistas en detección de explosivos, etc." finalizando con que dichas posibilidades llevaban a los autores del informe a sugerir "la posibilidad de que el autor/autores de estos hechos estén relacionados entre sí y/o hayan tenido el mismo tipo de formación y/o sean el/los mismo/s autor/autores".
Respecto al motivo por el que se introducía una observación que aparentemente no tendría ver con los hechos, en el momento de la elaboración del informe, el 95 % del sumario era secreto y por ello, tanto el perito como el resto de integrantes de la unidad, no podían saber si constaban o se estaban investigando posibles conexiones con los hechos citados o si se había intervenido algún manual sobre el uso de ácido bórico como conservante de explosivos orgánicos, siendo el juez, que era quien centralizaba la investigación, el que debería valorar si la coincidencia era relevante o no.
El 11 de julio de 2006 El Mundo publicó el informe que los peritos habían entregado a su superior.

1.- El Ácido Bórico, en relación con hechos terroristas, fue identificado en este Laboratorio en los siguientes Informes Periciales:
- Informe Pericial 868-Q1-01, emitido el 5-12-2001, procedente del Grupo de Terrorismo de Inspecciones Oculares del Servicio Central de Investigación Técnica, de la Comisaría General de Policía Científica. Asunto 263-IT-01, en relación con el registro efectuado el 6-11-2001 en el piso franco de ETA, sito en la Plaza Castrotorace, 9-11, 2º D, de Salamanca, por cuyo hecho se tramitaron diligencias 10.401 de la Brigada Provincial de Información de Madrid, elevadas al Juzgado Central de Instrucción nº 4 de la Audiencia Nacional, que instruye Diligencias Previas 1588/2001.

...

3.- Que dado lo poco frecuente en que esta sustancia ha sido intervenida en hechos terroristas y a que nosotros ignoramos su verdadera aplicación en relación con estos hechos, existen varias posibilidades, tales como: conservante de los explosivos de tipo orgánico, enmascarar el explosivo para no ser detectado por los perros especialistas en detección de explosivos, etc., nos lleva a la posibilidad de que el autor/autores de estos hechos estén relacionados entre sí y/o hayan tenido un mismo tipo de formación y/o sean el/los mismo/s autor/es.

Según su propio testimonio, el superior de los peritos, Francisco Ramírez, jefe del Servicio Central de Análisis Científico de la Policía Científica, apreció que la respuesta de estos contenía "opiniones subjetivas y faltas de consistencia", por lo que les solicitó que quitasen las referencias a ETA. Al negarse estos a modificar su informe, se reasignó el análisis a sí mismo (cambiando la solicitud de Estudio, análisis e informe pericial a análisis), produciendo un informe que simplemente recortaba los resultados del anterior (debido a que en el primer análisis se gastó parte de la muestra, no pudo analizarla recepcionando la misma cantidad), y eliminaba las tres primeras observaciones (donde aparecía la referencia a ETA) y es el que se envió al juez instructor de caso, a pesar de que la Ley de Enjuiciamiento Criminal establece que los informes deben ir firmados por dos peritos. La modificación del informe original se basó, según Ramírez en que el documento original de los peritos era un "documento de trabajo" y que estaba entre sus competencias emitir el informe definitivo, en el que aparece como autor de los análisis fue el documento que la Comisaría General de Información remitió al juez Juan del Olmo. 
Posteriormente, el 23 de septiembre de 2006, Juez del Olmo solicita informe sobre el ácido bórico a los TEDAX, en el que se especifica que nada tiene que ver con sustancias explosivas, literalmente informa: "No existe dato, informe, documento, estudio o similar que avale, en las investigaciones realizadas por la especialidad de Desactivación de Explosivos del Cuerpo Nacional de Policía, el uso de ácido bórico como elemento de sustancia explosiva, ni como precursor de explosivos, en España".

## Fase judicial
El juez Baltasar Garzón imputó a los peritos Manuel Escribano, Isabel López y Pedro Manrique. Según el magistrado, las referencias a ETA del informe del ácido bórico "no respondían al interés de sugerir la investigación de hechos relacionados, ya que eran inexistentes, sino de generar una apariencia sin sustento real alguno, que vinculara a la organización terrorista ETA con los atentados terroristas del 11 de marzo de 2004 en Madrid". Los peritos acudieron a declarar como testigos ante el juez Garzón (sin abogados, al ser testigos), pero salieron de la declaración como imputados por falsedad en documento público. Garzón argumenta en el razonamiento jurídico único de su Auto: 

El documento ... que aparece publicado en el diario El Mundo del día 21 de septiembre ... fue extraído de un archivo informático por el Sr. ESCRIBANO y firmado el día 11 de julio de 2006 por los tres peritos ... sin que en ningún momento aludieran los ahora imputados a que no era el documento entregado por ellos el 21 de marzo de 2005 sino otro preparado al efecto en el mes de julio de 2006.

Es decir Garzón imputa a los peritos por presentar una copia idéntica firmada en otra fecha, diciendo que era la original.
Posteriormente los peritos presentaron una denuncia ante la Inspección del Consejo del Poder Judicial contra Garzón por haber carecido de abogados, denuncia que ampliaron por la actitud del juez, que según ellos "gritaba fuera de sus casillas" e intentaba "amedrentarlos". La secretaria judicial, presente durante la declaración para dar fe pública de todas las incidencias ocurridas, así como los dos fiscales, también presentes, ofrecieron una versión totalmente contraria de lo que ocurrió durante la declaración. Según la secretaria judicial, incluso fue el juez el que tuvo que advertir al Sr. Escribano por dos veces para que "no alzara la voz en su presencia", e incluso, siempre según la secretaria judicial, ella misma tuvo que intervenir para que el Sr. Escribano no alterara las actas que estaba redactando.
Finalmente, el Consejo General del Poder Judicial archivó la investigación contra Garzón por este motivo
La Sala de lo Penal de la Audiencia Nacional, al no tratarse un delito de terrorismo, declaró no competente a Garzón para este caso y le pidió que enviara la investigación sobre tal informe al decanato de los Juzgados de Madrid. Asimismo rechazó la petición de la Fiscalía de que la investigación la mantuviera Garzón.
Gemma Gallego, juez de la Plaza de Castilla, volvió entonces a tomar declaración a Manuel Escribano e Isabel López. A diferencia de Garzón, no vio indicios de delito en los peritos, sino en sus mandos, imputando a Miguel Ángel Santano (Comisario General de Policía Científica), Pedro Mélida (Secretario General de Policía Científica), José Andradas (Jefe de la Unidad de Análisis) y Francisco Ramírez (Jefe de Sección) por los delitos de falsedad documental (entre 3 y 6 años de prisión e inhabilitación) y/o falso testimonio (multa de 6 a 12 meses y suspensión de empleo). Además, el primero ha sido acusado subsidiariamente por un delito de encubrimiento (entre 6 meses y 3 años de prisión e inhabilitación).

## La sentencia
El 4 de julio de 2008 se hizo pública la sentencia del caso, en el que se absolvía a los imputados. La sentencia argumentó que aunque había indudables irregularidades administrativas, entre las cuales está eliminar la referencia a ETA del informe original, no fueron acreedoras de imputación penal para sus autores.

## Coberturas periodísticas contradictorias
Mientras El Mundo y la Cope, medios que hicieron pública la versión del informe elaborada por los peritos, han apostado por la inocencia de aquellos, ABC y El País lo han hecho por su culpabilidad. Este último periódico ha señalado que el PP ha utilizado este caso para «resucitar el fantasma del supuesto vínculo entre ETA y la masacre [tomando] como base "elucubraciones sin fundamento" [...] de tres peritos químicos» y que el ácido bórico no es más que «un producto para matar cucarachas».
Según el diario El Mundo y la cadena Cope, el cambio del informe pericial, con el apartamiento de los peritos originales, a que obligó Santano, no era un hecho baladí. Desde estos medios, se expresó la opinión de que existió la pretensión de eliminar de los informes periciales la referencia a ETA, con independencia de su relevancia. Entendían que este aspecto —junto a lo que consideraban incongruencias en la investigación de los atentados del 11-M— provocaba dudas y por ello estimaban que había motivos para que se siguieran investigando estos atentados. Por su parte, desde la Asociación de Víctimas del Terrorismo (AVT), se transmitió en su momento que, aunque acataban la sentencia, estudiarían su posible recurso y que consideraban preocupante "que se quitaran las referencias a un determinado grupo terrorista en un informe relacionado con el atentado cuando el 95% del sumario se encontraba bajo secreto".

## Declaraciones políticas relacionadas
El 1 de octubre del 2006, tras conocer las imputaciones del juez Baltasar Garzón, el portavoz del PSOE en el Congreso, Diego López Garrido, declaró que "estamos convencidos de que las investigaciones del poder judicial que en su momento llevaron a la detención de los presuntos terroristas islamistas del 11-M, también ahora van a descubrir quiénes han instigado a tres peritos a falsificar un documento público".